# Lindebeuf
Lindebeuf és un municipi francès situat al departament del Sena Marítim i a la regió de Normandia. L'any 2007 tenia 339 habitants.

## Demografia

### Població
El 2007 la població de fet de Lindebeuf era de 339 persones. Hi havia 114 famílies de les quals 16 eren unipersonals (4 homes vivint sols i 12 dones vivint soles), 27 parelles sense fills, 67 parelles amb fills i 4 famílies monoparentals amb fills.
La població ha evolucionat segons el següent gràfic:
Habitants censats

### Habitatges
El 2007 hi havia 127 habitatges, 120 eren l'habitatge principal de la família, 4 eren segones residències i 3 estaven desocupats. Tots els 127 habitatges eren cases. Dels 120 habitatges principals, 99 estaven ocupats pels seus propietaris, 17 estaven llogats i ocupats pels llogaters i 4 estaven cedits a títol gratuït; 1 tenia dues cambres, 11 en tenien tres, 24 en tenien quatre i 84 en tenien cinc o més. 102 habitatges disposaven pel capbaix d'una plaça de pàrquing. A 48 habitatges hi havia un automòbil i a 67 n'hi havia dos o més.

### Piràmide de població
La piràmide de població per edats i sexe el 2009 era:
| Homes | Edats   | Dones |
| ----- | ------- | ----- |
| 0     | 95 o +  | 4     |
| 0     | 90 a 94 | 8     |
| 0     | 85 a 89 | 0     |
| 0     | 80 a 84 | 4     |
| 8     | 75 a 79 | 0     |
| 4     | 70 a 74 | 8     |
| 12    | 65 a 69 | 12    |
| 8     | 60 a 64 | 12    |
| 0     | 55 a 59 | 0     |
| 8     | 50 a 54 | 0     |
| 4     | 45 a 49 | 4     |
| 16    | 40 a 44 | 20    |
| 8     | 35 a 39 | 16    |
| 12    | 30 a 34 | 8     |
| 8     | 25 a 29 | 12    |
| 12    | 20 a 24 | 0     |
| 4     | 15 a 19 | 12    |
| 4     | 10 a 14 | 12    |
| 12    | 5 a 9   | 8     |
| 12    | 0 a 4   | 8     |

## Economia
El 2007 la població en edat de treballar era de 218 persones, 160 eren actives i 58 eren inactives. De les 160 persones actives 148 estaven ocupades (85 homes i 63 dones) i 13 estaven aturades (2 homes i 11 dones). De les 58 persones inactives 18 estaven jubilades, 21 estaven estudiant i 19 estaven classificades com a «altres inactius».

### Ingressos
El 2009 a Lindebeuf hi havia 126 unitats fiscals que integraven 359,5 persones, la mediana anual d'ingressos fiscals per persona era de 17.225 €.

### Activitats econòmiques
Dels 7 establiments que hi havia el 2007, 4 eren d'empreses de construcció, 1 d'una empresa d'hostatgeria i restauració, 1 d'una empresa financera i 1 d'una empresa de serveis.
Dels 4 establiments de servei als particulars que hi havia el 2009, 1 era un guixaire pintor, 2 lampisteries i 1 empresa de construcció.
L'any 2000 a Lindebeuf hi havia 7 explotacions agrícoles.

## Equipaments sanitaris i escolars
El 2009 hi havia una escola elemental integrada dins d'un grup escolar amb les comunes properes formant una escola dispersa.

## Poblacions més properes
El següent diagrama mostra les poblacions més properes.